# Andréanne Morin
Pour les articles homonymes, voir Morin.
Andréanne Morin est une rameuse canadienne née le 9 août 1981 à Vanier (Québec).

## Biographie
Andréanne Morin a remporté la médaille d'argent en huit aux Jeux olympiques d'été de 2012 à Londres, avec Janine Hanson, Rachelle Viinberg, Krista Guloien, Lauren Wilkinson, Natalie Mastracci, Ashley Brzozowicz, Darcy Marquardt et la barreuse Lesley Thompson-Willie.

## Palmarès

### Jeux olympiques
- Jeux olympiques d'été de 2012 à Londres,  Royaume-Uni
  -  Médaille d'argent en huit

### Championnats du monde d'aviron
- 2011 à Bled,  Slovénie
  -  Médaille d'argent en huit
- 2010 à Karapiro,  Nouvelle-Zélande
  -  Médaille d'argent en huit
- 2003 à Milan,  Italie
  -  Médaille de bronze en huit

### Distinctions
- 2004 : Médaille de l'Assemblée nationale[2]